# Byggahus.se
Byggahus.se är en svensk webbsida om att bygga och renovera hus grundad 2001. Webbsidan innehåller faktaartiklar, nyheter och forumdiskussioner om att bygga och renovera och har (maj 2019) en global Alexa Rank på 45 819 (218 i Sverige).

## Historik
Byggahus.se grundades år 2001 av nuvarande VD:n Marlén Eskilsson efter att hon och hennes man Per Eskilsson köpte sitt första hus. Hon tyckte att det saknades information om att bygga och renovera på internet och valde därför att starta byggahus.se. Webbsidan består av en forumdel och en redaktionell del. I maj 2019 har webbsidan upp till 500 000 unika besökare i veckan.
Byggahus.se har flera gånger publicerat information om kvalitetsproblem hos produkter och företag, och i vissa fall har de utpekade aktörerna framfört krav om att ta bort sådan information. Webbsidans policy är dock att inte tillmötesgå sådana krav.

## Forum
På Byggahus forum ställer medlemmar byggrelaterade frågor och dokumenterar sina byggprojekt för andra läsare. Internetforumet är uppdelat i delforum som till exempel "Badrum", "Hustillverkare" och "Socialt & projekt". Forumets innehåll överses av en grupp medlemmar som fått i uppgift att vara moderatorer. Byggahus forum har 203 710 medlemmar.